# Indopinnixa kasijani
Indopinnixa kasijani is een krabbensoort uit de familie van de Pinnotheridae. De wetenschappelijke naam van de soort is voor het eerst geldig gepubliceerd in 2010 door Rahayu & Ng.